# Barnan
Barnan (arab. برنان) – wieś w Syrii, w muhafazie Idlib. W 2004 roku liczyła 253 mieszkańców.